# تلوبیون
تلوبیون (به انگلیسی: Telewebion) سرویس ایرانی وی او دی(VOD) و خدمات رسانه‌ای بر فراز اینترنت، پخش زنده و آرشیو برنامه‌های 84 کانال تلویزیونی و 19 کانال رادیویی سازمان صدا و سیمای جمهوری اسلامی ایران است. این سامانه از طریق وب‌سایت و اپلیکیشن قابل دسترسی است. صدا و سیما در سال ۱۳۹۹ تصمیم داشته سهام تلوبیون را خریداری کند اما نتیجه نهایی این تصمیم آن مشخص نیست. تلوبیون سرویس «تلوبیون پلاس» را به برنامه اضافه کرده‌است که بدون هزینه خرید اشتراک، فیلم‌ها و سریال‌های ایرانی و خارجی را با دوبله فارسی اکران و پخش می‌کند.

## امکانات تلوبیون
- پخش زنده بیش از 84 شبکه تلویزیونی سراسری، استانی، اختصاصی، بین‌المللی و رادیونما
- آرشیو ساعتی و محتوایی شبکه‌های مختلف تلویزیونی با بالاترین کیفیت
- آرشیو بر پایه جدول پخش شبکه‌های تلویزیونی با دسترسی نامحدود
- امکان مشاهده پخش زنده و آرشیو با 4-3 کیفیت مختلف و قابلیت تنظیم بر اساس سرعت اینترنت
- دسترسی به شبکه‌های اختصاصی تلوبیون از در موضوعات مختلف
- دسترسی به بخش فیلم، سریال و مستند در تلوبیون پلاس
- دسترسی به بخش ویژه کودک با هزاران فیلم و کارتون و انیمیشن
- دسترسی به کلیپ‌های برگزیده برنامه‌ها در بخش پیشنهاد تلوبیون
- امکان فعال‌سازی «صرفه جویی در مصرف اینترنت» برای کاهش مصرف حجم اینترنت کاربران
- امکان جست‌وجوی برنامه‌‎های تلویزیونی بر اساس تقویم و شبکه پخش
- امکان بوکمارک ویدیوها و ذخیره آنها در صفحه پروفایل کاربری
- امکان مشاهده سابقه بازدید ویدیوهای مشاهده شده در صفحه پروفایل کاربری
- پشتیبانی کامل از زبان فارسی روی همه دستگاه‌ها
- دسترسی نامحدود و بدون نیاز به اشتراک با اینترنت نیم‌بها
- دسترسی به نسخه کامل بازی‌های فوتبال داخلی و خارجی با کیفیت HD

## هک تلوبیون
در سال ۱۴۰۰ به تلوبیون حمله سایبری شد. گروه هکری «عدالت علی» با هک سرور این وبگاه، پیامی در مخالفت با جمهوری اسلامی از آن پخش کرد. این حمله هکری منجر شد تا دسترسی به برنامه‌های صداوسیما از طریق آرشیو ساعتی تلوبیون طی روزهای مختلف، از دسترس کاربران خارج شود. در این هک پس از پخش شعار «مرگ بر دیکتاتور» یک شخص از طرف گروه «عدالت علی» با نقاب ظاهر شده و پیامی را علیه حکومت جمهوری اسلامی می‌خواند:
«ما آماده‌ایم تا پایه‌های رژیم فاسدی که بر کشورمان مسلط شده را به لرزه بیندازیم. دیگر ما را ساکت نخواهند کرد. ما دهه زجر [فجر] را به عزایشان تبدیل می‌کنیم. حجاب بی‌حجاب. حجاب را می‌سوزانیم. بت‌هایشان را می‌شکنیم. قصرهای زورگویان را افشا می‌کنیم تا ملت حسابشان را برسند. رژیم ضرب شست ما را دیده و باز هم خواهد دید».— گروه هکری «عدالت علی»